# Angophora costata

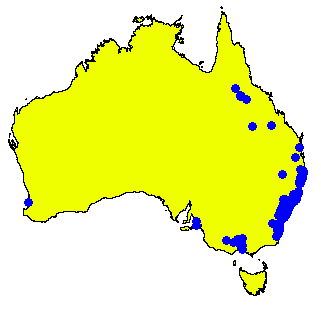
Verbreitung von Angophora costata

Angophora costata ist eine Pflanzenart innerhalb der Familie der Myrtengewächse (Myrtaceae). Sie kommt hauptsächlich an der Küste von New South Wales, aber auch in Queensland und Victoria, vor und wird dort „Rusty Gum“, „Cabbage Gum“, „Sugar Gum“, „Red Gum“, „Sydney Red Gum“, „Apple Gum“, „Smooth-barked Apple“ oder „Brown Apple Tree“ genannt.

## Beschreibung

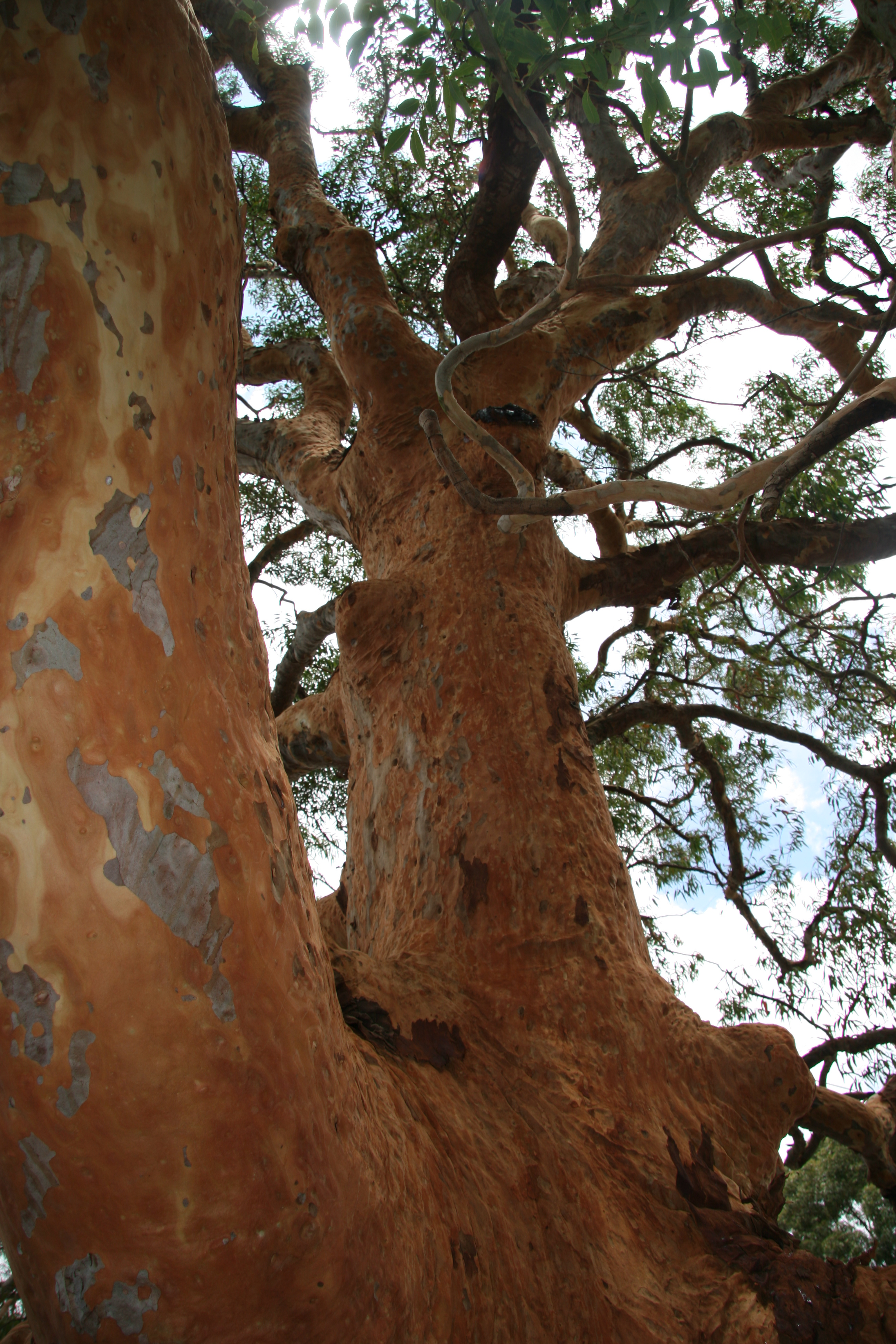
Stamm und Borke

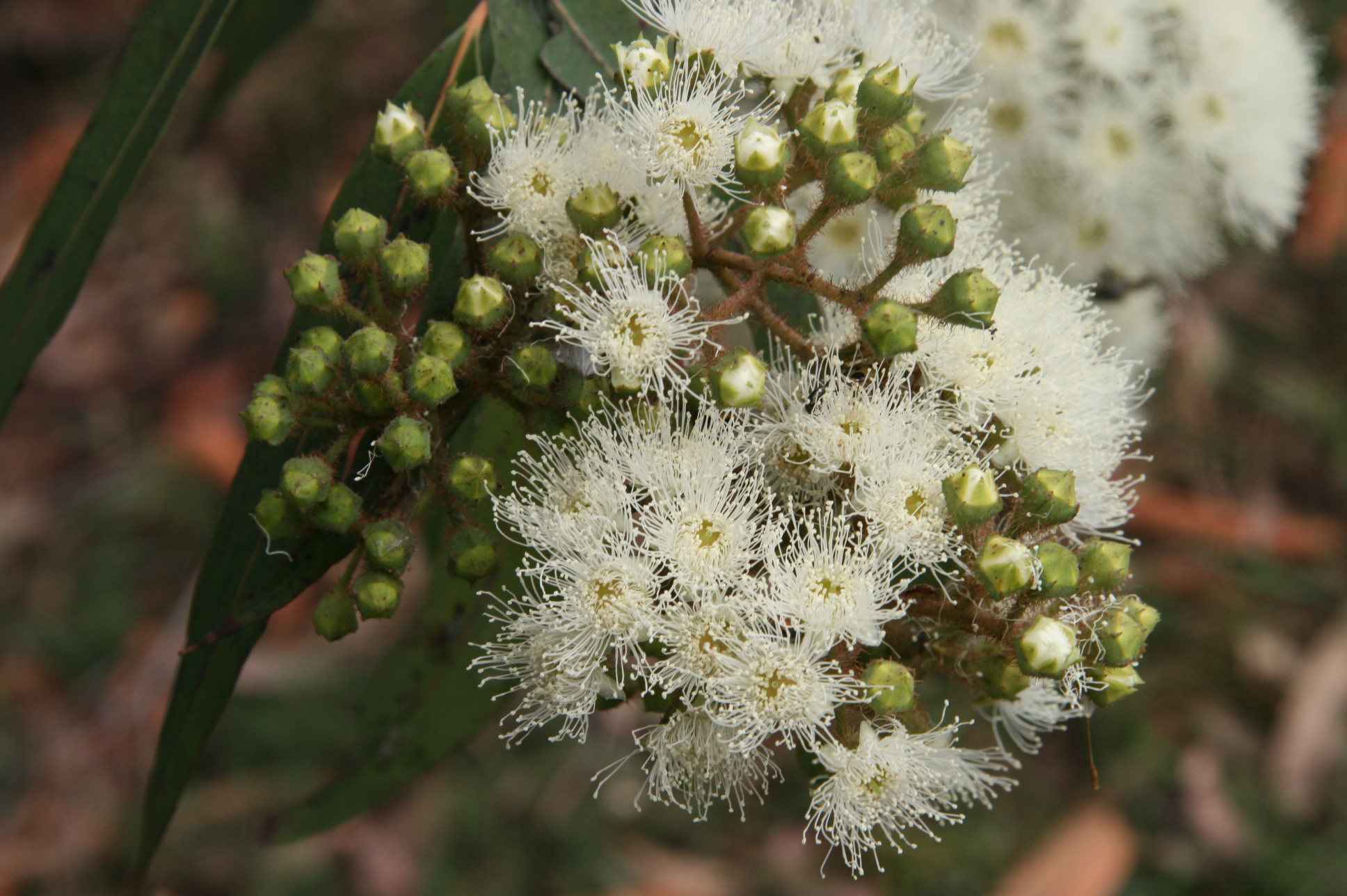
Blütenstand mit Blütenknospen und geöffneten Blüten

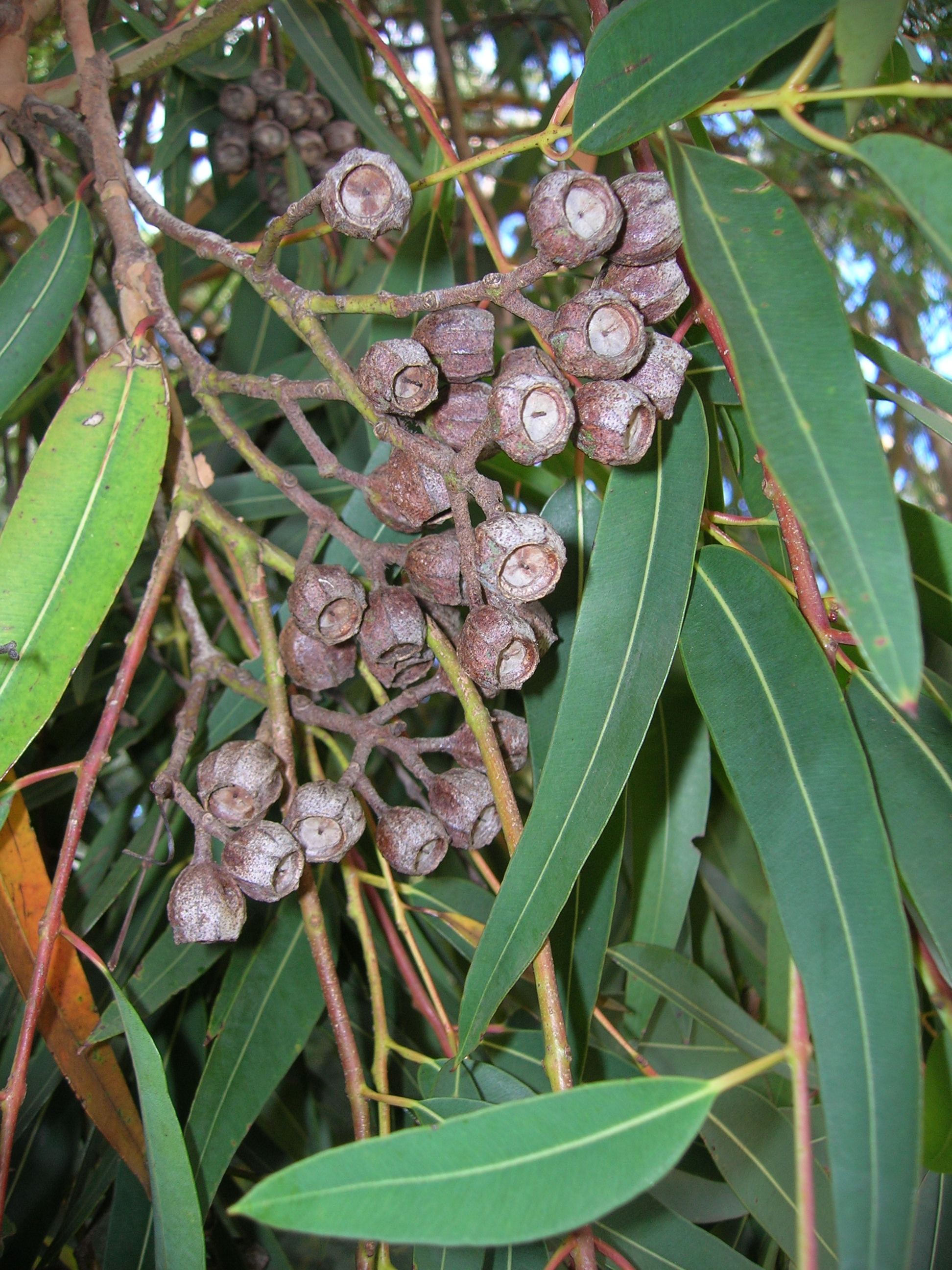
Gestielte, einfache Laubblätter und Früchte

### Erscheinungsbild und Blatt
Angophora costata wächst als Baum, der Wuchshöhen von bis über 25 Meter, selten bis über 35 Meter erreicht. Die Borke ist glatt, rosafarben, grau oder cremeweiß und schält sich in kleinen Stücken ab. Der Stammdurchmesser erreicht über 1,5 Meter.
Bei Angophora costata liegt Heterophyllie vor. Die einfachen Laubblätter sind immer gegenständig an den Zweigen angeordnet. Die sitzenden Laubblätter an jungen Exemplaren besitzen steife, einfache Haare sowie borstige Drüsenhaare (Trichome). Ihre Blattspreite ist bei einer Länge von bis zu 12,5 cm und einer Breite von etwa 6,5 cm eiförmig oder elliptisch. An mittelalten Exemplaren sind die Laubblätter gerade, ganzrandig und matt grün. Die Laubblätter an erwachsenen Exemplaren sind in Blattstiel und Blattspreite gegliedert. Ihr Blattstiel ist 10 bis 25 mm lang. Ihre einfache, mehr oder weniger kahle Blattspreite ist bei einer Länge von 9 bis 17 cm und einer Breite von 2 bis 3,5 cm lanzettlich mit spitzem Spreitengrund und spitzem oder zugespitztem oberen Ende. Die Blattoberseite und -unterseite ist verschieden gefärbt. Die Seitennerven gehen in engen Abständen in einem stumpfen Winkel vom Mittelnerv ab. Die Keimblätter (Kotyledonen) sind fast kreisförmig.

### Blütenstand und Blüte
Endständig auf einem 7 bis 18 mm langen, kahlen oder steif behaarten Blütenstandsschaft stehen in zusammengesetzten Gesamtblütenständen mehrere Teilblütenstände. Der kahle oder steif behaarte Blütenstiel ist 4 bis 10 mm lang. Die Blütenknospen sind bei einer Länge von 5 bis 7 mm und einem Durchmesser von 5 bis 6 mm eiförmig oder kugelig. Die zwittrigen Blüten sind cremeweiß. Die vier Kelchblätter sind zu vier Kelchzähnen auf dem stark gerippten Blütenbecher (Hypanthium) reduziert. Die Kronblätter besitzen eine Länge sowie eine Breite von 3 bis 4 mm.

### Frucht und Samen
Die gestielte Frucht ist bei einer Länge von 9 bis 15 mm und einem Durchmesser von 12 bis 15 mm ei- oder glockenförmig und manchmal verjüngt sie sich auch zur Spitze hin. Der Diskus ist eingedrückt. Die Fruchtfächer sind eingeschlossen. Die kniescheibenförmigen Samen sind regelmäßig und abgeflacht, glatt und seidenmatt rot.

## Vorkommen
Das Hauptverbreitungsgebiet von Angophora costata befindet sich entlang der Küste von New South Wales, von Coffs Harbour bis Bodalla sowie in den Blue Mountains. Sporadisch tritt sie auch im Südosten und Osten von Queensland und im zentralen Victoria auf. Angophora costata kommt weitverbreitet verstreut und örtlich häufig vor.
Angophora costata gedeiht hauptsächlich auf tiefen sandigen Böden oder sandigen Böden über Sandstein.

## Systematik
Die Erstveröffentlichung erfolgte 1788 durch den deutschen Arzt und Botaniker Joseph Gärtner unter dem Namen (Basionym) Metrosideros costata Gaertn. in De Fructibus et Seminibus Plantarum, Volume 1, S. 171, Tafel 34, Figur 2. Die Neukombination zu Angophora costata (Gaertn.) Britten erfolgte 1916 durch den englischen Botaniker James Britten im Journal of Botany, British and Foreign, Volume 54, S. 62. Weitere Synonyme für Angophora costata (Gaertn.) Britten sind Metrosideros fulgens Sol. ex Gaertn., Angophora costata (Gaertn.) Britten var. costata, Angophora lanceolata var. hispida A.Gray und Eucalyptus apocynfolia (Salisb.) Brooker.
Laut Australian Plant Name Index 2006 gibt es von Angophora costata zwei Unterarten, bei R. Govaerts et al. 2008 sind diese jedoch nicht anerkannt, sondern eigene Arten:
- Angophora costata subsp. euryphylla L.A.S.Johnson ex G.J.Leach, Syn.: Angophora europhylla (G.J.Leach) L.A.S.Johnson & K.D.Hill, Eucalyptus europhylla (L.A.S.Johnson ex G.J.Leach) Brooker.
- Angophora costata subsp. leiocarpa L.A.S.Johnson ex G.J.Leach, Syn.: Angophora leiocarpa (L.A.S.Jonson ex G.J.Leach) K.R.Thiele & Ladiges, Eucalyptus leiocarpa (L.A.S.Johnson ex G.J.Leach) Brooker.

## Nutzung
Angophora costata dient in tropischen und subtropischen Parkanlagen als Zierpflanze. Sie ist nicht frosthart und wird in den gemäßigten Breiten nicht als Zierpflanze verwendet. Es gibt einige Sorten.

## Bekannte Einzelexemplare
Die Angophora Reserve in Avalon, einem Vorort von Sydney, wurde nach einem großen Exemplar von Angophora costata benannt. Es soll etwa 300 Jahre alt gewesen sein und starb Ende des 20. Jahrhunderts ab.
Die Angophora costata mit dem größten bekannten Stammdurchmesser (241 cm) steht in Hobsonville bei Auckland in Neuseeland.